# Сен-Фильбер-де-Буэн
Сен-Фильбер-де-Буэн (фр. Saint-Philbert-de-Bouaine) — коммуна на западе Франции, регион Пеи-де-ла-Луар, департамент Вандея, округ Ла-Рош-сюр-Йон, кантон Эзне. Расположена в 35 км к северу от Ла-Рош-сюр-Йона и в 25 км к югу от Нанта, в 18 км от автомагистрали А83. 
Население (2019) — 3 535 человек.

## Достопримечательности
- Церковь Святого Филиберта XII века
- Реплика Лурдского грота

## Экономика
Структура занятости населения:
- сельское хозяйство — 7,9 %
- промышленность — 52,5 %
- строительство — 8,1 %
- торговля, транспорт и сфера услуг — 15,9 %
- государственные и муниципальные службы — 15,6 %

Уровень безработицы (2018) — 5,8 % (Франция в целом —  13,4 %, департамент Вандея — 10,5 %). 

Среднегодовой доход на 1 человека, евро (2019) — 21 140 (Франция в целом — 21 730, департамент Вандея — 21 550).

## Демография
Динамика численности населения, чел.

## Администрация
Пост мэра Сен-Фильбер-де-Буэна с 2014 года занимает Франсис Бретон (Francis Breton). На муниципальных выборах 2020 года возглавляемый им список был единственным.
| Период | Период | Фамилия        | Партия        | Примечания |
| ------ | ------ | -------------- | ------------- | ---------- |
| 1971   | 1989   | Эжен Габорьё   |               |            |
| 1998   | 2001   | Поль Пишо      |               |            |
| 2001   | 2014   | Шарль Бати     | Разные правые | учитель    |
| 2014   |        | Франсис Бретон | Разные правые | бухгалтер  |